# 迪蘭·埃弗雷特
迪蘭·埃弗雷特（英語：Dylan Everett，1995年—）是加拿大的一位演員。在2014年，他曾經獲得加拿大熒幕獎。他也出演過眾多電視劇和電影作品。

## 外部連結
- 迪蘭·埃弗雷特在互联网电影资料库（IMDb）上的資料（英文）